# 百瀬怜
百瀬 怜（ももせ れい、11月13日 - ）は、日本の歌手、アーティスト。
女性ヴォーカルユニットCYNHNの元メンバー。東京都出身。身長155cm。自身を表す絵文字は🍑。

## 略歴
2016年、JOYSOUNDとディアステージの共同オーディションに審査員特別賞を受賞し合格。
2017年6月25日、渋谷WWWで開催された「DEARSTAGE SHOWCASE 2017」にて女性ヴォーカルユニットCYNHNの結成が発表され、そのメンバーとして紹介された。
2022年1月14日、医師から適応障害と診断されたため一時的な活動休止を発表。 同年3月19日、医師の診断のもと、徐々に活動を再開することを発表。 3月22日のLINELIVE配信より活動を再開し、4月10日の「Blue Cresc.-ν-」開催記念トーク&ミニライブ(YouTube配信)よりライブ復帰した。
2023年3月21日、長期の静養と治療への専念のため活動を休止することを発表。同年7月5日に.yell Live配信にてCYNHNから卒業することを報告。9月3日、LOFT9 Shibuyaにて百瀬怜卒業公演『光』を開催した。

## 人物、エピソード
CYNHNではユニットで唯一ハスキーな声であり、ストレートで力強くエモーショナルな歌唱を強みとしている。 一方で高音のコーラスも担当している。
小さな頃からアイドルが好きで憧れを持っていた。好きなアイドルは風男塾、ハロープロジェクト、乃木坂46など数多い 。
高校卒業後、企業でOLをしていた時にディアステージのオーディションに応募した。
事務員時代は難しい人間関係など辛い思い出が多かった。そのため好きなアイドルのイベントに行く気力すら無くなり、生きていてつまらないと思うほどであった。"こんな人生から逃げたい。好きなアイドルの世界に飛びこめば楽しくなるかな。"という軽い気持ちでオーディションを受けた、と語っている。
なお芸能界への不安から、このオーディションを辞退するつもりで最終審査に行かなかった。しかしスタッフから"どうしても最終審査に来てください。人生が変わりますよ。"と電話で説得され、５時間遅刻して最終審査に参加した。
CYNHNのMC担当として、ステージMC、配信、ラジオ番組では率先して進行を行なう。CYNHNメンバー6人のうち5人がボケでありツッコミ役が百瀬怜しかいなかったため、芸人のラジオを聴いてトークやツッコミの勉強をしていた。ディアステージとサンリオのコラボイベント、FM FUJIのイベントなどMCの仕事も行っている。
ヒップホップダンスを習っていた。「wire」、「空気とインク」、「くもりぎみ」では振付を担当（「空気とインク」の最後のポーズは桜坂真愛が考案）。　
危険物取扱者（乙種4類）、簿記二級、秘書検定、普通自動車免許の資格を保有している。
弓道が特技。
ゲームも特技であり、芸能人女子エンタメeスポーツクイーン決定戦「eQリーグ」の出場選手としてディアステージ選抜「DS☆ゲーム部」に選ばれた。得意ゲームはテトリスとスプラトゥーン。
趣味はホラー鑑賞。日本のホラーや怪談が好きで、好きなジャンルはホラードキュメンタリー。「仄暗い水の底から」や「ほんとにあった！呪いのビデオ」を愛好している。 家族やメンバーの綾瀬志希と心霊スポットを訪ねたこともある。
月刊ムーが協力するディアステージの「DSオカルト研究部」の主要メンバーであり、部員番号は「02」。2020年5月の第1回から2021年5月まで合計8回行われた配信やイベントを皆勤で参加しており、この配信への参加によって"百瀬怜さんの怪奇好きはガチ寄り"と月刊ムーからのお墨付きを得ている。 また稲川淳二のニコ生にゲスト出演し、稲川淳二、田中俊行、松原タニシと共演した。
サンリオが好きで、バッドばつ丸が好き。ディアステージのアーティストとサンリオピューロランドのコラボイベント「夢みる☆ディアステージ in サンリオピューロランド 2018 2度寝」ではスペシャルトークショーに、「たぬきゅん＆キティのズッ友♡Forever☆ in サンリオピューロランド 2019」ではオープニングセレモニーにそれぞれ選抜された。翌2020年の「サンリオピューロランドにエールを！～でぃあふぁみりぃ～」では相沢梨紗とMCを担当した。
読書が好きで、その中でも乙一の著書に思い入れがある。本に親しむきっかけが小学生の頃に出会った「夏と花火と私の死体」であり、人生で1番再読した本として「GOTH リストカット事件」を挙げている。

## 出演

### ライブ
- DEARSTAGE WEEK supported by japanぐる～ヴ(BS朝日) ディアステージ・オールスターズ DAY1（2017年3月20日、品川プリンスホテル クラブeX）[30]
- 百瀬怜バースデーライブ「それまであったものがない状態になる」（2019年11月10日、青山RizM）[31]
- デリッシャス！Vol.7 ～レバラン～（2020年11月24日、LOFT9 Shibuya）[32]
- 百瀬怜バースデーライブ「私の好きなもの」（2021年11月13日、TSUTAYA O-nest）[33]
- 百瀬怜&月雲ねる 合同生誕祭「楽しい熱帯魚」（2022年11月5日、Spotify O-nest）[34]
- 百瀬怜卒業公演「光」（2023年9月3日、LOFT9 Shibuya）[8]

### イベント、配信
- 夢みる☆ディアステージ in サンリオピューロランド 2018 2度寝　オープニングセレモニー（2018年05月26日、サンリオピューロランド）[35]
- 夢みる☆ディアステージ in サンリオピューロランド 2018 2度寝　スペシャルトークショー（2018年05月28日、サンリオピューロランド）[36]
- たぬきゅん＆キティのズッ友♡Forever☆ in サンリオピューロランド 2019 オープニングセレモニー（2019年6月15日、サンリオピューロランド）[37]
- FM FUJI GIRLS❤GIRLS❤GIRLS @AKIBAカルチャーズ劇場Winter Girls 2019（2019年12月7日、AKIBAカルチャーズ劇場）[38]　※MCとして青柳透と出演
- DSオカルト研究部 第1回（2020年5月15日、YouTube配信）[39]
- DSオカルト研究部 第2回（2020年5月29日、YouTube配信）[40]
- DSオカルト研究部 第3回（2020年6月9日、YouTube配信）[41]
- DSオカルト研究部×月刊ムー トークイベント（2020年7月18日、VILLAGE VANGUARD渋谷本店）[42][43]
- DSオカルト研究部 ～ 真夏の怪奇スペシャル ～（2020年8月10日、Zaiko配信）[44]
- DSオカルト研究部 ～ ハロウィンスペシャル ～（2020年10月31日、Zaiko配信）[45]
- DSオカルト研究部 ～ 新春オカルト初めスペシャル ～（2021年1月15日、Zaiko配信）[46]
- DSオカルト研究部 ～ 都市伝説スペシャル ～（2021年5月29日、Zaiko配信）[47]
- [中止] DSオカルト研究部 ～ 真夏の怪奇SP2021 ～（2021年8月25日、Zaiko配信）[48][49][注釈 5]
- 鹿目凛生誕イベント「ぺろりんの館 ～謎解きミステリー～」（2021年9月28日、Zaiko配信）[50]
- 稲川淳二のファンと怪異をあつめる放送局#１０（2021年10月26日、ニコニコ生放送）[51]
- #DSPMLIVE presents「かいだんですよ。」（2022年10月1日、Spotify O-nest）[52]
- 百瀬怜 生誕記念イベント「れいちゃんのチャットルーム "百瀬の人生見てみよう" 」（2022年11月25日、LOFT HEAVEN）[53]
- 百瀬怜 トークイベント第2回「れいちゃんのチャットルーム 〜ちょっと早めの忘年会〜 」（2022年12月21日、秋葉原ディアステージ）[54]
- 百瀬怜 トークイベント第3回「れいちゃんのチャットルーム 〜邦画ホラーについて語る会〜 」（2023年2月13日、秋葉原ディアステージ）[55]
- 百瀬怜 トークイベントファイナル「れいちゃんのチャットルーム 〜みんなありがとう最終回！〜」（2023年8月24日、秋葉原ディアステージ）[56]